# Чамата Ніна Павлівна
Чама́та Ні́на Па́влівна (нар. 27 грудня 1938) — українська літературознавиця, кандидатка філологічних наук. Сфера наукових інтересів — віршування, структура поетичного твору, поетичні жанри, текстологія. Лауреатка Міжнародної премії імені Івана Франка Національної академії наук України 2016 р. за серію праць «Дослідження з поетики: вірш, жанр, композиція» та «Лірика Тараса Шевченка. Аналізи й інтерпретації» відповідно до Постанови Президії НАН України від 8 лютого 2017 р. Лауреатка державної премії з науки і техніки 2017 р. за роботу «Шевченківська енциклопедія»

## Біографічні відомості
Народилася 27 грудня 1938 р. в Києві у родині професора, директора Київського педагогічного інституту (нині Національний педагогічний університет ім. Михайла Драгоманова) Чамати Павла Романовича. Брат — український живописець Чамата Ігор Павлович. У 1961 р. закінчила Київський державний університет ім. Т. Г. Шевченка (нині Київський національний університет імені Тараса Шевченка). 1961 - 2015 рр. — співробітниця Інституту літератури ім. Т. Г. Шевченка НАНУ, з 1997 р. — провідна наукова співробітниця цього інституту.

## Наукова діяльність
У науковому доробку Н. Чамати — індивідуальні монографії та розділи в колективних монографіях, розвідки з малодосліджених проблем літературознавства у збірниках, журналах, енциклопедіях.   
Монографії:
- «Ритміка Т. Г. Шевченка: 14-складовий вірш, чотиристопний ямб» (1974),
- «Структура і смисл: спроба наукової інтерпретації поетичних текстів Тараса Шевченка» (2000, у співавторстві з В. Л. Смілянською),

- «Лірика Тараса Шевченка. Аналізи й інтерпретації» (2014),
- «Дослідження з поетики: вірш, жанр, композиція» (2016).

Співавторка колективних монографій:
- «Шевченкознавство. Підсумки і проблеми» (1975),
- «Творчий метод і поетика Т. Г. Шевченка» (1980),
- збірника «Питання текстології: Т. Г. Шевченко» (1990),
- збірника «Поетика» (1992),
- «Інститут літератури ім. Т. Г. Шевченка: 1926—2001: сторінки історії» (2003),
- «Słowiańska metryka porównawcza» (t. 7, 1998; t. 8, 2004; t. 9, 2011).

Співавторка, наукова редакторка й упорядниця колективної монографії «Теми і мотиви поезії Тараса Шевченка» (2008). 
Співавторка і наукова редакторка (разом із Л. Пщоловською) українсько-польського збірника «Na styku kultur: Wiersz polski i ukraiński — На стику культур: польський і український вірш» (2007).
Наукова редакторка і упорядниця книжки «Тарас Шевченко у приватному житті» (2014).

Співупорядниця і коментаторка:
- збірника «Листи до Тараса Шевченка» (1993),
- видання «Тарас Шевченко. Повне зібрання творів: У 12 тт» (тт. 1—3, 1989—1991); його нової версії (тт. 1, 2, 3 — наукова редакторка, 6; 2001—2003),
- двадцятитомника Максима Рильського (тт. 7, 8; 1985),
- дванадцятитомника Павла Тичини (т. 5; 1986).

Член редакційної колегії, науковий редактор 6-го тому, автор і науковий редактор низки статей до розділів (літературні твори, біографія Т. Шевченка, теорія літератури, поетика) Шевченківської енциклопедії (тт. 1—6; 2012—2015). З 1995—2007 рр. — член міжнародної групи з вивчення компаративної слов'янської метрики, що працювала при Інституті літературних досліджень Польської академії наук.  